# Hortensja (film)
Hortensja (tytuł oryginalny: Lulebore) – albańsko-francuski film fabularny z roku 2005 w reżyserii Roberta Budiny. Pierwszy film fabularny w dorobku reżysera.

## Opis fabuły
Albańska rodzina doświadcza kryzysu po wyjeździe dwójki dzieci na emigrację. Rodzice, którzy pozostają w domu nie mogą oswoić się z ich nieobecnością. Po śmierci matki, ojciec nie potrafi przekazać dzieciom tragicznej wiadomości. Na grobie sadzi hortensje, które otrzymał od dzieci.
Film kręcono w Tiranie.

## Obsada
- Edmond Budina jako ojciec
- Rajmonda Bulku jako matka
- Genci Mirzo jako syn
- Esmeralda Metka jako córka
- Romir Zalla jako pracownik ambasady

## Nagrody i wyróżnienia
- 2005: Festiwal Filmów Albańskich w Tiranie - nagroda publiczności
- 2006: Międzynarodowy Festiwal Filmowy w Algarve - nagroda Adriano Moraisa za reżyserię